# Lucan
Lucan (iriska: Leamhcán) är en förort till Dublin, Irland som är belägen väster om huvudstaden. Lucan ligger cirka 13 km väster om Dublins centrum. Staden ligger vid floderna Liffey och Griffeen. Orten hade 37 622 invånare 2006.
Centralt ligger den gamla delen av Lucan som har behållit sitt gamla utseende, trots att orten ständigt växer med nya bostadsområden, då orten har ett lämpligt läge nära Dublin.
Det iriska namnet Leamhcáin översätts till "Lucan", som betyder almarnas plats.